# سونيا فراي
سونيا فراي (بالألمانية: Sonja Frey) مواليد 22 أبريل 1993 في فيينا، هي لاعبة كرة يد نمساوية تلعب كجناح أيسر. مثلت منتخب النمسا لكرة اليد للسيدات.

## الإنجازات
- الدوري الألماني لكرة اليد للسيدات:
  - الفوز: 2013، 2014، 2015

## روابط خارجية
- سونيا فراي على موقع الاتحاد الأوروبي لكرة اليد (الإنجليزية)